# Soire
Soire (nom occità, pronúncia general: [ˈsujre], pronúncia alvernesa: [ˈsujrə] o localment [ˈsɥirə]; en occità arcaic: Issoire, Ussoire; en francès Issoire) és una ciutat d'Alvèrnia-Roine-Alps, en França. Administrativament, pertany al departament francès del Puèi Domat.
Situat a la vora del riu Alèir, és un nucli d'indústria metal·lúrgica. Conserva l'antiga abadia benedictina de Sant Pau, característica del romànic alvernès del segle xii.